# Tránsito de la Virgen (Mantegna)
El tránsito de la Virgen es una de las obras más conocidas del pintor italiano Andrea Mantegna. Es un cuadro pintado con técnica mixta sobre tabla hacia el año 1462. Mide 54 cm de alto y 42 cm de ancho. Se conserva en el Museo del Prado de Madrid. 

## Historia
El tema representado es la muerte de la Virgen María y su ascensión al Cielo en cuerpo y alma. 
Luis III Gonzaga encargó esta obra a Mantegna en 1457 para la capilla del castillo ducal en Mantua; en 1464 la decoración estaba casi completada. Allí estuvo esta pieza junto al retablo, de centro cóncavo, que ahora se conserva en la Galería de los Uffizi. Posteriormente la capilla se desmanteló, y este cuadro se llevó a Ferrara, donde se encuentra documentado en 1588. La familia Gonzaga lo vendió, dentro de un fabuloso lote de pinturas, a Carlos I de Inglaterra en 1627, por lo que ostenta su marca de colección en el reverso. Al ser decapitado este rey en 1649, se subastaron sus bienes en almoneda y este cuadro fue adquirido a principios de 1650 por el pintor y marchante flamenco Jan Baptiste Gaspars, por 17 libras y 10 chelines de la época. El embajador español en Londres, Alonso de Cárdenas, lo compró poco después para Felipe IV de España.
El cuadro permaneció en varios sitios reales (Buen Retiro, Palacio de Oriente) hasta que en 1829 ingresó en el Prado. En 1990-91 fue sometido a una restauración, que se centró en la eliminación de barnices oscurecidos; y en 1992 fue una de las piezas principales de la exposición antológica sobre Mantegna celebrada en la Royal Academy of Arts de Londres, cuyo catálogo la califica de «sublime» y la sitúa entre las pinturas más importantes de todo el Renacimiento.

## Análisis del cuadro
Se trata de una tabla de pequeño tamaño que describe un tema religioso, el Tránsito de la Virgen María. En realidad, era más grande, pues le falta la parte superior, en la que estaba representada la figura de Jesucristo bajo una bóveda, rodeado de ángeles que recogen el cuerpo de la Virgen. El motivo central de este fragmento se conserva ahora en la Pinacoteca de Ferrara, y en 2008 el Museo del Louvre reunió temporalmente ambas partes en una exposición sobre el artista.
Aquí aparecen los apóstoles, formando un grupo majestuoso de severos ropajes, todos alrededor de la cama en la que yace la Virgen María. Los símbolos que llevan en las manos (cirios, palmas, libro de difuntos, incensario) les sirven para rendir homenaje a la Virgen. El gesto de todos ellos es acongojado. No hay doce apóstoles sino once. Hay que recordar que, según las creencias cristianas, después del suicidio de Judas Iscariote, los once apóstoles restantes se reunieron y eligieron a Matías para completar nuevamente el número de doce apóstoles enviados a las doce tribus de Israel; se cree que el apóstol que falta sería Tomás, que se encontraría evangelizando tierras lejanas al tiempo del tránsito de la Virgen. La escena está representada conforme a los Evangelios Apócrifos. Las figuras se enmarcan en una arquitectura típicamente renacentista.
Al fondo, se ve un paisaje con un lago, representando los lagos que hay en Mantua; sobre ellos se tiende un puente, llamado de San Giorgio. De esta manera, la escena parece transcurrir en el Palacio Ducal de Mantua, y no en Jerusalén. 
El estilo es veneciano. Está pintado en colores fríos, como es habitual en Mantegna. Recuerda un poco, sobre todo en la representación del paisaje, a la obra de Giovanni Bellini.